# 小鴨嘴龍屬
小鴨嘴龍屬（學名：Microhadrosaurus）是一屬鴨嘴龍科恐龍，化石從中國廣東的南雄盆地發現，年代屬於上白堊紀的马斯垂克阶。雖然從牠的名字就可知牠是小型的鴨嘴龍科，但其實發現的只有幼體遺骸，而成體的大小就不得而知了。

## 描述
董枝明是根據編號IVPP V4732的標本，即幼體的部份下頜，來命名小鴨嘴龍。這個骨骼部份包含了18柱牙齒，長37厘米。董枝明後來估計小鴨嘴龍長2.6米。

## 歷史
董枝明認為小鴨嘴龍很像埃德蒙頓龍，但個子較小。但是，鴨嘴龍科專家Michael K. Brett-Surman卻認為小鴨嘴龍並沒有任何獨特的地方顯示牠與其他鴨嘴龍科的不同。傑克·霍納（Jack Horner）等人亦認同這一個觀點，並指小鴨嘴龍是疑名。

## 古生物學
小鴨嘴龍可能是雙足或四足的草食性恐龍，牠的複雜頭顱骨結構可以協助咀嚼植物，且有數百顆不斷更換的牙齒。由於只有幼體的下頜，現時對牠的所知甚少。

## 外部連結
- 恐龍博物館──小鴨嘴龍
- Microhadrosaurus in The Dinosaur Encyclopaedia （页面存档备份，存于） at Dino Russ's Lair
- Thescelosaurus! page with info on Microhadrosaurus